# Anilios guentheri
Espèce
Synonymes
- Typhlops guentheri Peters, 1865
- Austrotyphlops guentheri (Peters, 1865)
- Ramphotyphlops guentheri (Peters, 1865)

Anilios guentheri est une espèce de serpents de la famille des Typhlopidae. 

## Répartition
Cette espèce est endémique d'Australie. Elle se rencontre dans le Territoire du Nord et en Australie-Occidentale.

## Étymologie
Cette espèce est nommée en l'honneur d'Albert Charles Lewis Günther.

## Publication originale
- Peters, 1865 : Einen ferneren Nachtrag zu seiner Abhandlung über Typhlopina. Monatsberichte der Königlich Preussischen Akademie der Wissenschaften zu Berlin, vol. 1865, p. 259-263 (texte intégral).